# المتنزه الوطني إيريكي
المتنزّه الوطني إيريكي منتزه وطني مغربي يحتلّ المسافة بين نهر درعة وسفوح الجنوب من جبال الأطلس في إقليمي زاكورة طاطا.
تمّ إنشاء متنزّه إيريكي في عام 1994، وهو يتّسع لمساحة 123000 هكتار.

## الموقع
يَقعُ المتنزّه الوطني إيريكي بين قاع وادي درعة الجاف والسّقوط الجنوبي للأطلس بالقرب من الحدود المغربية الجزائرية، يبعُدُ 150 كلم جنوب ورزازات و80 كلم جنوب غرب زاكورة. وهي جزءٌ من جهة درعة تافيلالت وتتمّ مشاركتها بين إقليمي زاكورة وطاطا.

## النّباتات والحيوانات

### النّباتات
يتميّزُ المتنزّه بالمناظر الطّبيعية الصّحراوية المعتادة في جنوب المغرب. ويمثّل الغطاء النّباتي سهوب مشجّرة والسّافانا من أكاسيا راديانا. وتتمّ تغطية موائل الكثبان الرّملية بشكل أساسي بواسطة الأثل.

### الحيوانات

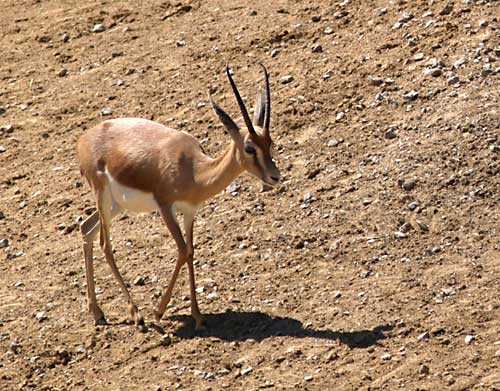

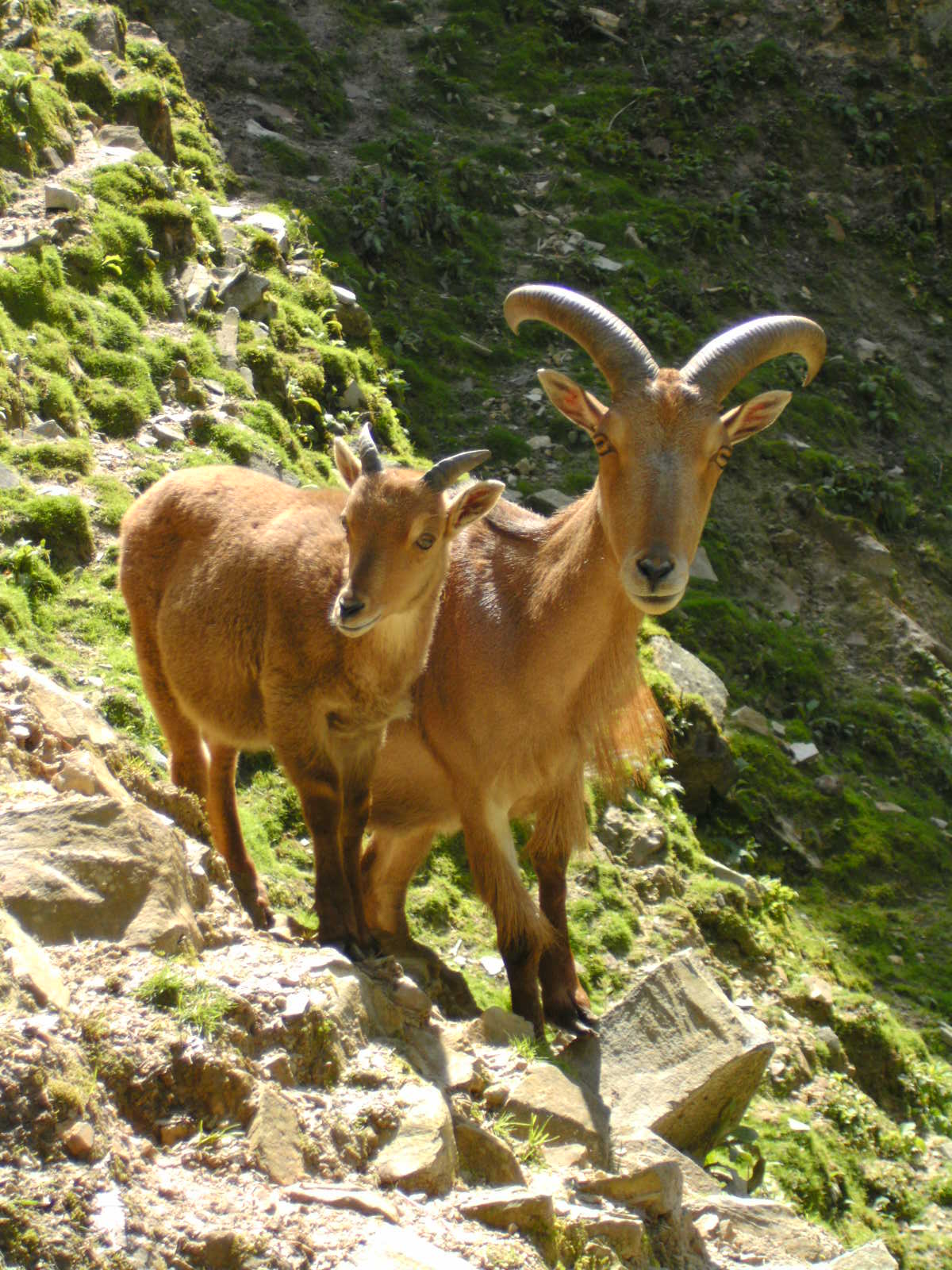

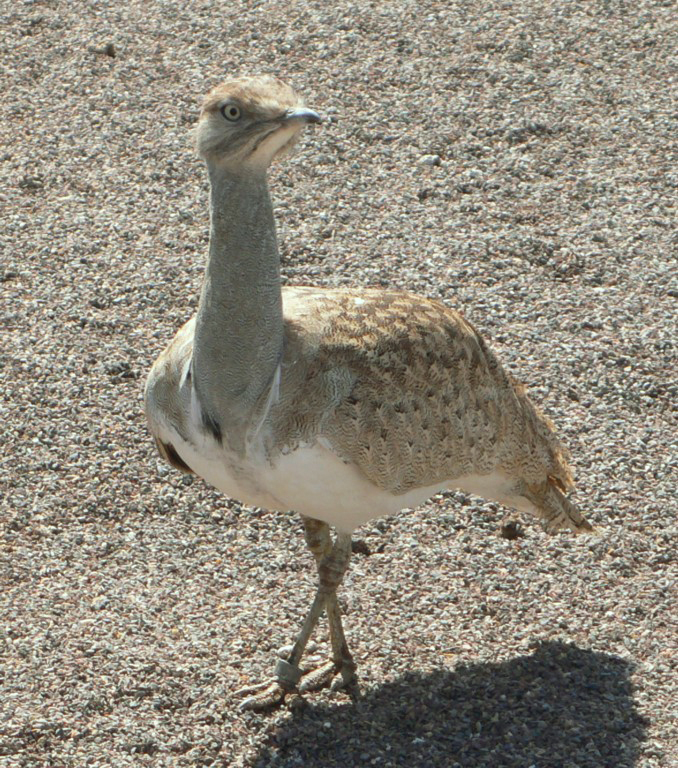

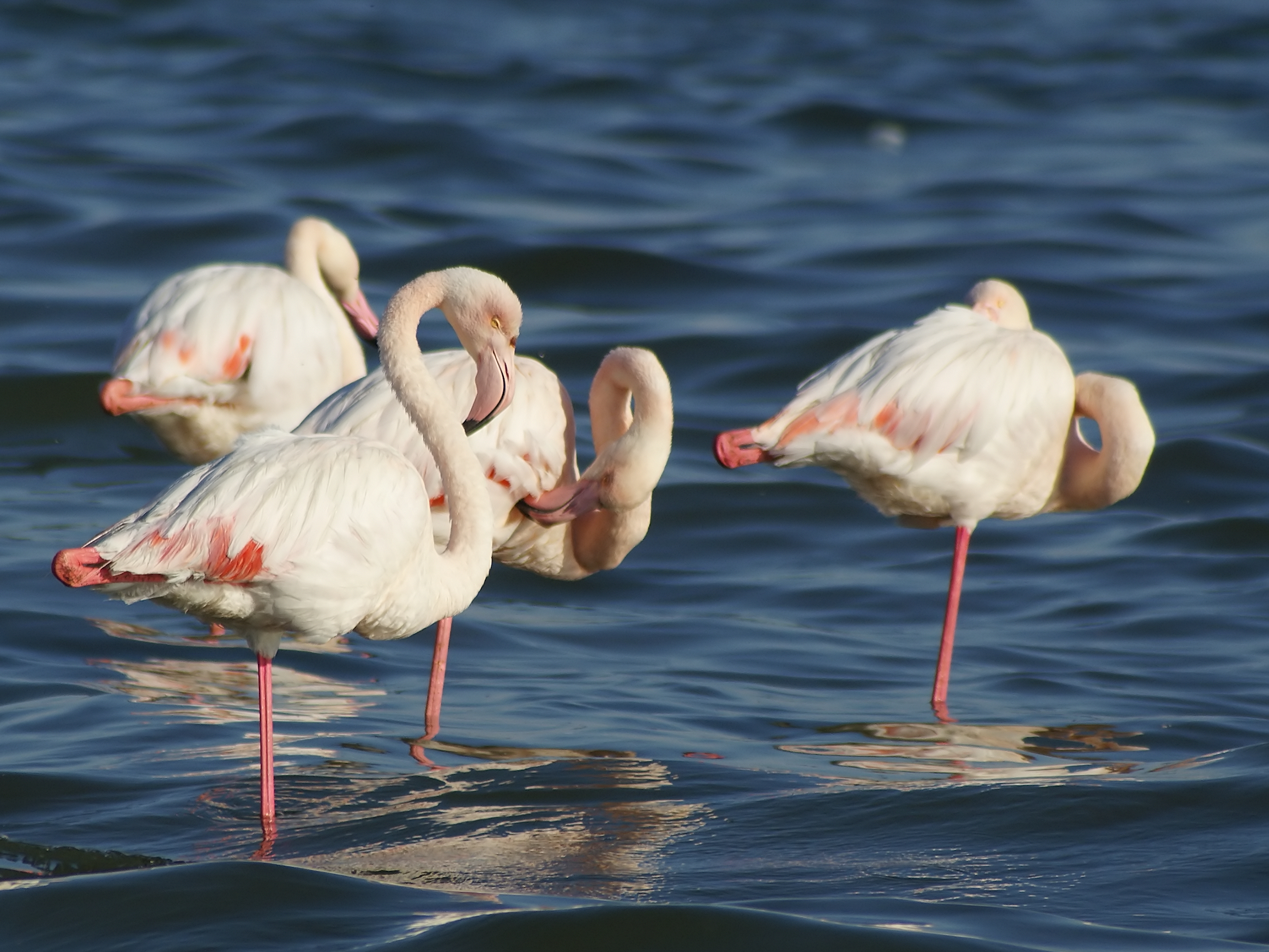

تشكّل بحيرة إيريكي محطّة للطّيور المهاجرة مثل النّحام الكبير والغرة، وفضاء إدماج حيوانات صحراويّة منقرضة من المنطقة مثل المها والظّبي اللّولبي القرون والنّعامة ذات العنق الأحمر، وفضاء ترحالي ورعوي لرحل محاميد الغزلان.

## السّيّاحة

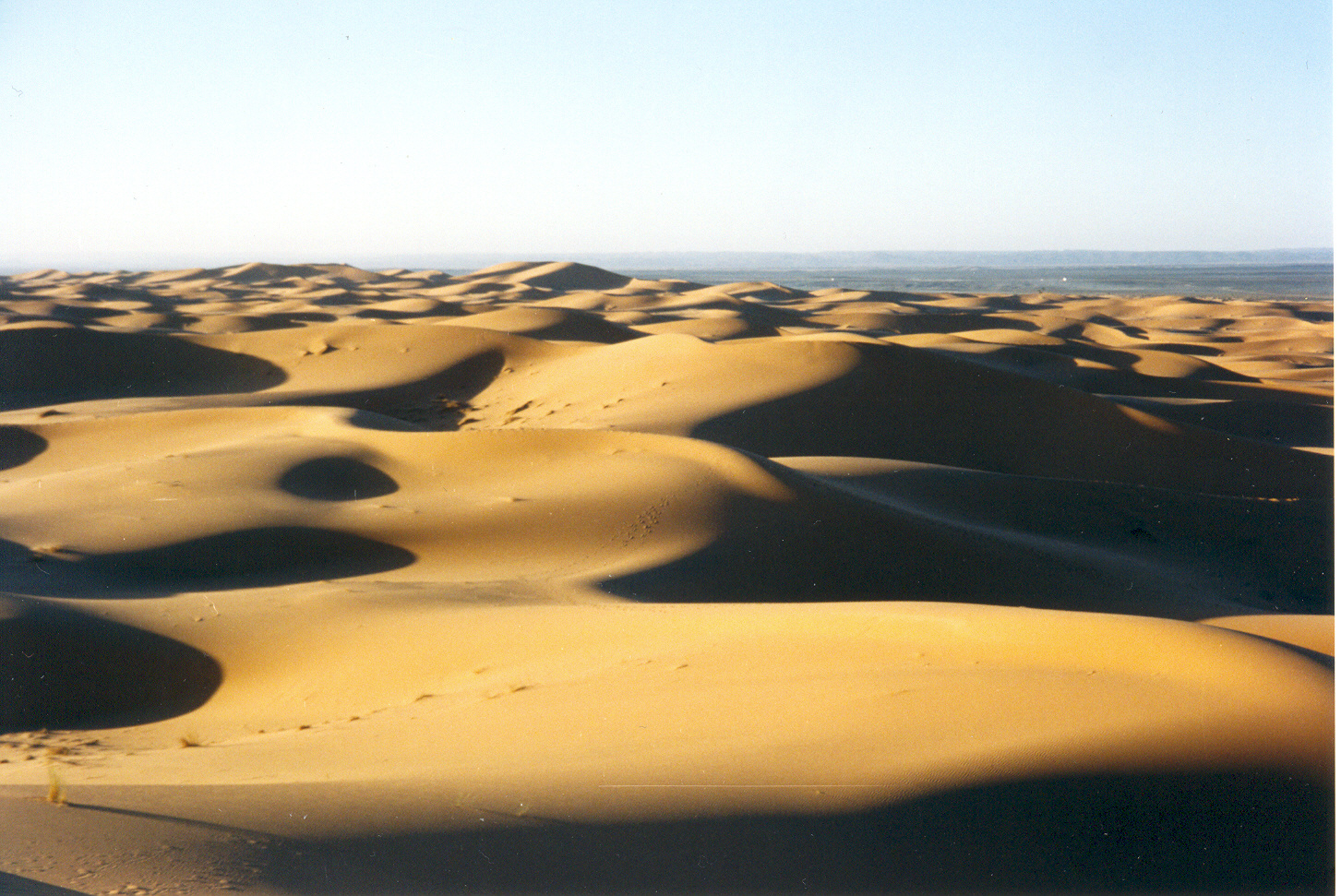
مرزوكة.

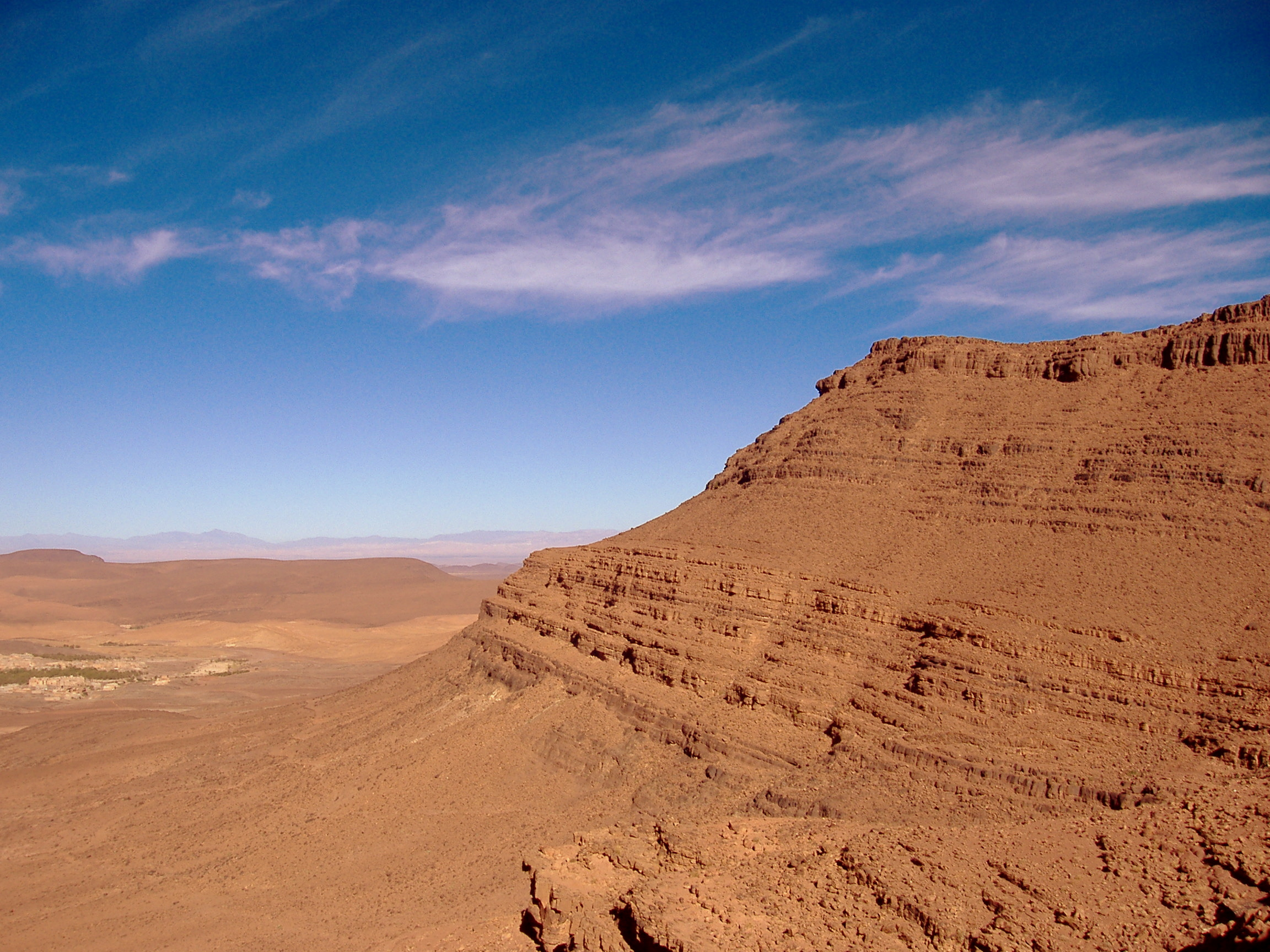
منظر في منتزه إيريكي.

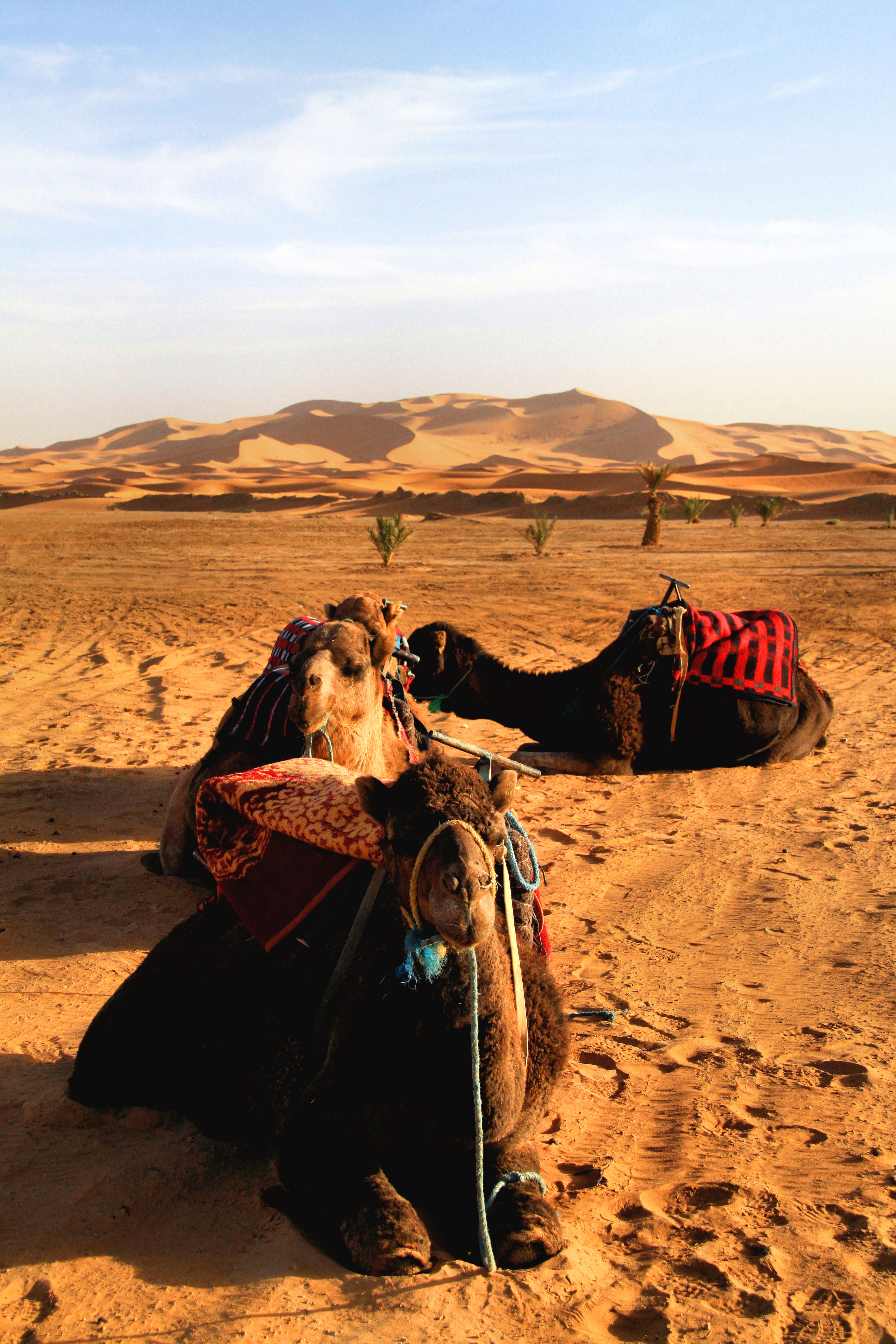
الجمل في المتنزّه.

المناظر الطبيعيّة الغنيّة والتّراث الثّقافيّ للمنطقة يمنحُ المتنزّه إمكانات سيّاحيّة بيئيّة مهمّة والتي تُكوّن وسيلة للتّنميّة الاقتصاديّة المحليّة للمغرب. إنّ تأسيسها هو جزء من استراتيجيّة تعزيز السّيّاحة في جنوب المغرب، والتي قد تصبح في نهاية المطاف وسيلة مهمّة لتعزيز وتطوير المناطق الصّحراويّة.

## سكّان المتنزّه
بصرف النّظر عن عدد قليل من العائلات التي استقرت داخل المتنزّه فإن جميع سكّان المنطقة من البدو الرحل، هذا الأخير، ومعظمهم من محاميد الغزلان يقومون بممارسة الانتجاع على طول فكيك وطانطان. تعدّ منطقة إيريكي المكان الرّئيسي للرّعي بسبب إمكاناتها الجيّدة للرّعي.

## البعثات
تُعدّ إعادة تأهيل الأراضي الرّطبة في بحيرة إيريكي أحد الأهداف الرّئيسيّة لإنشاء المتنزّه. وتعدّ حماية النّباتات والحيوانات في المنطقة المغربية السّابقة في الصّحراء لتعزيز السّيّاحة البيئيّة في جنوب المغرب من الأهداف الأخرى للمتنزّه إيريكي.

## معرض الصّور

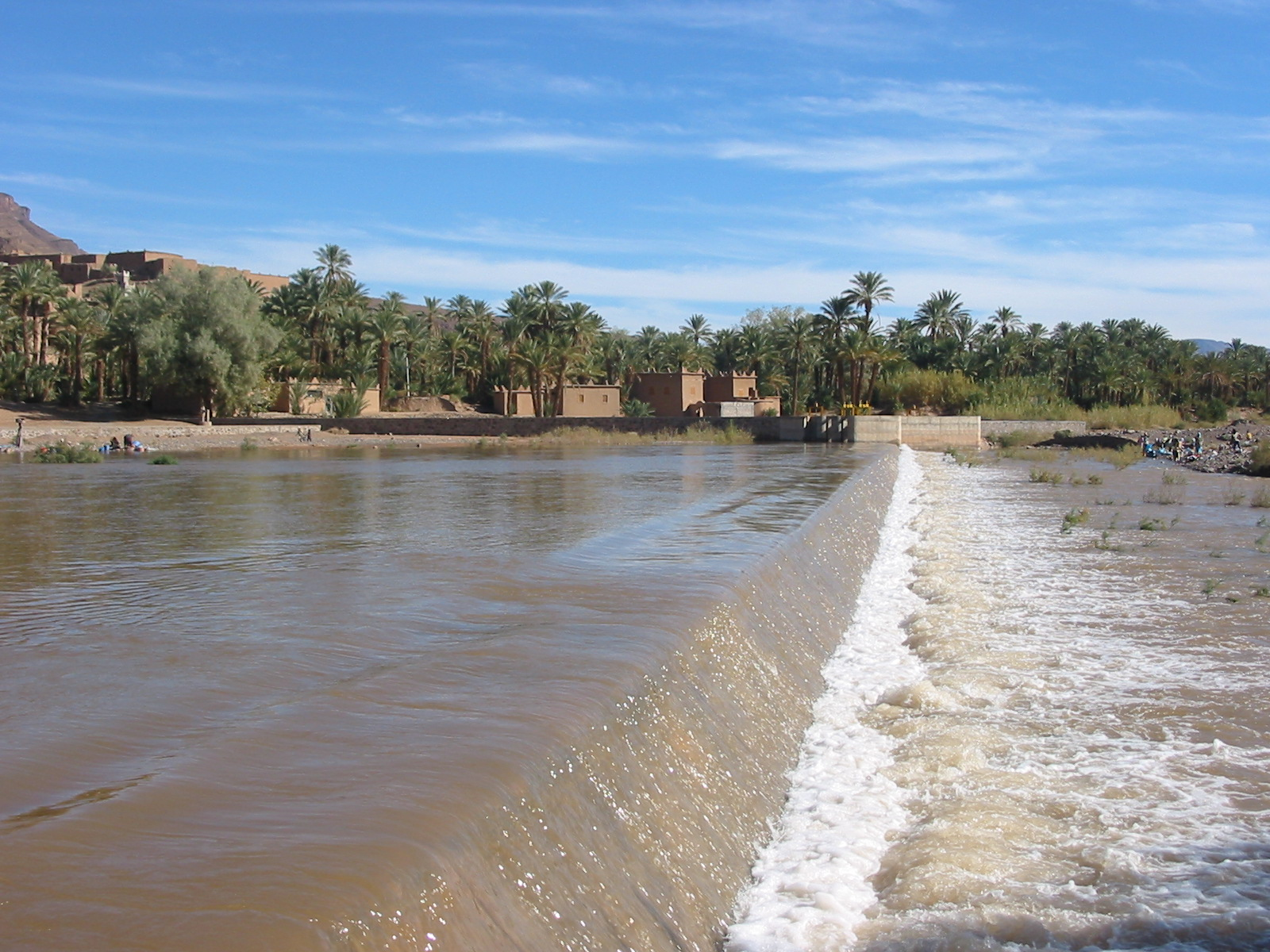
واد درعة.
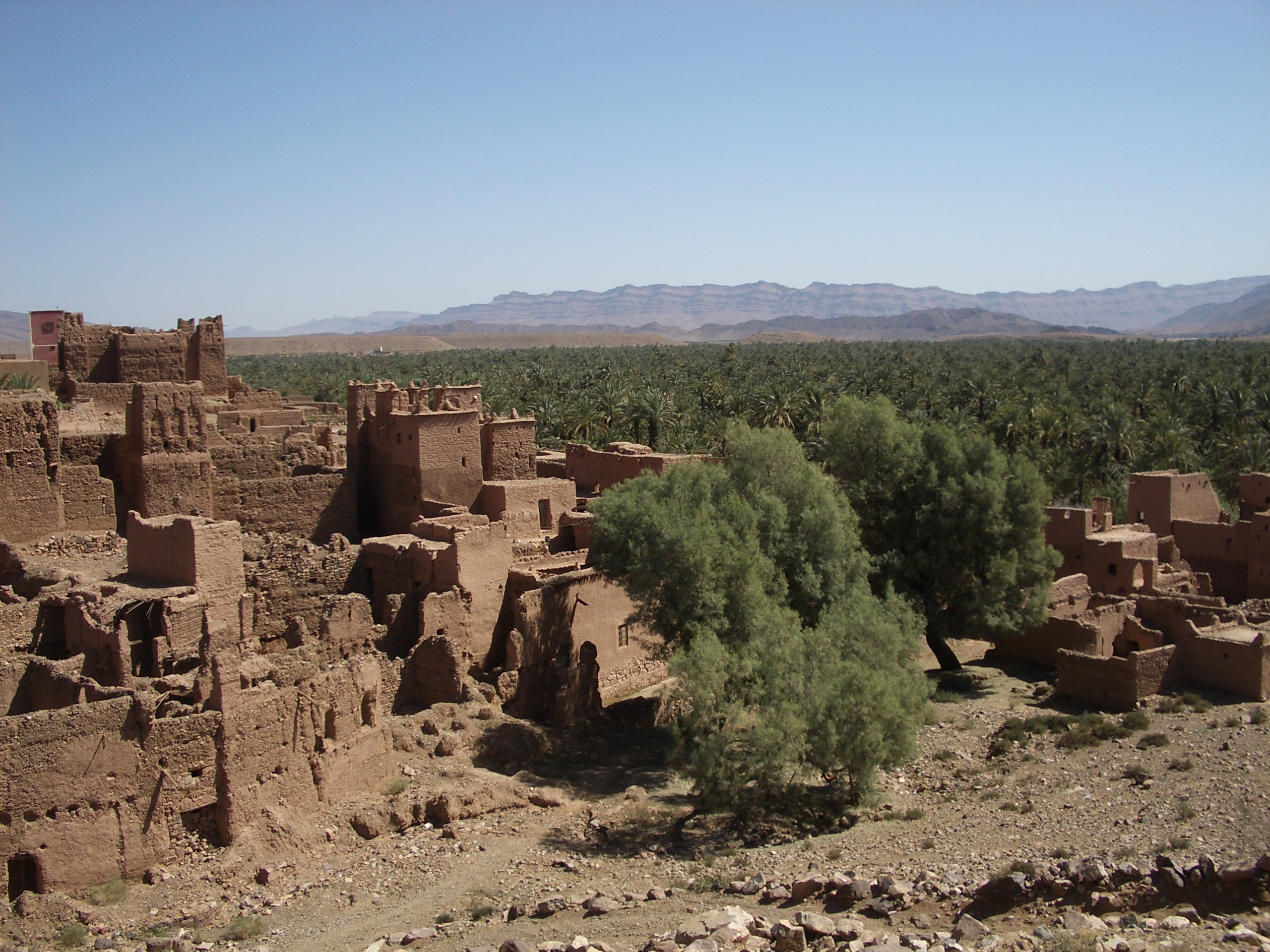
قرية درعة.
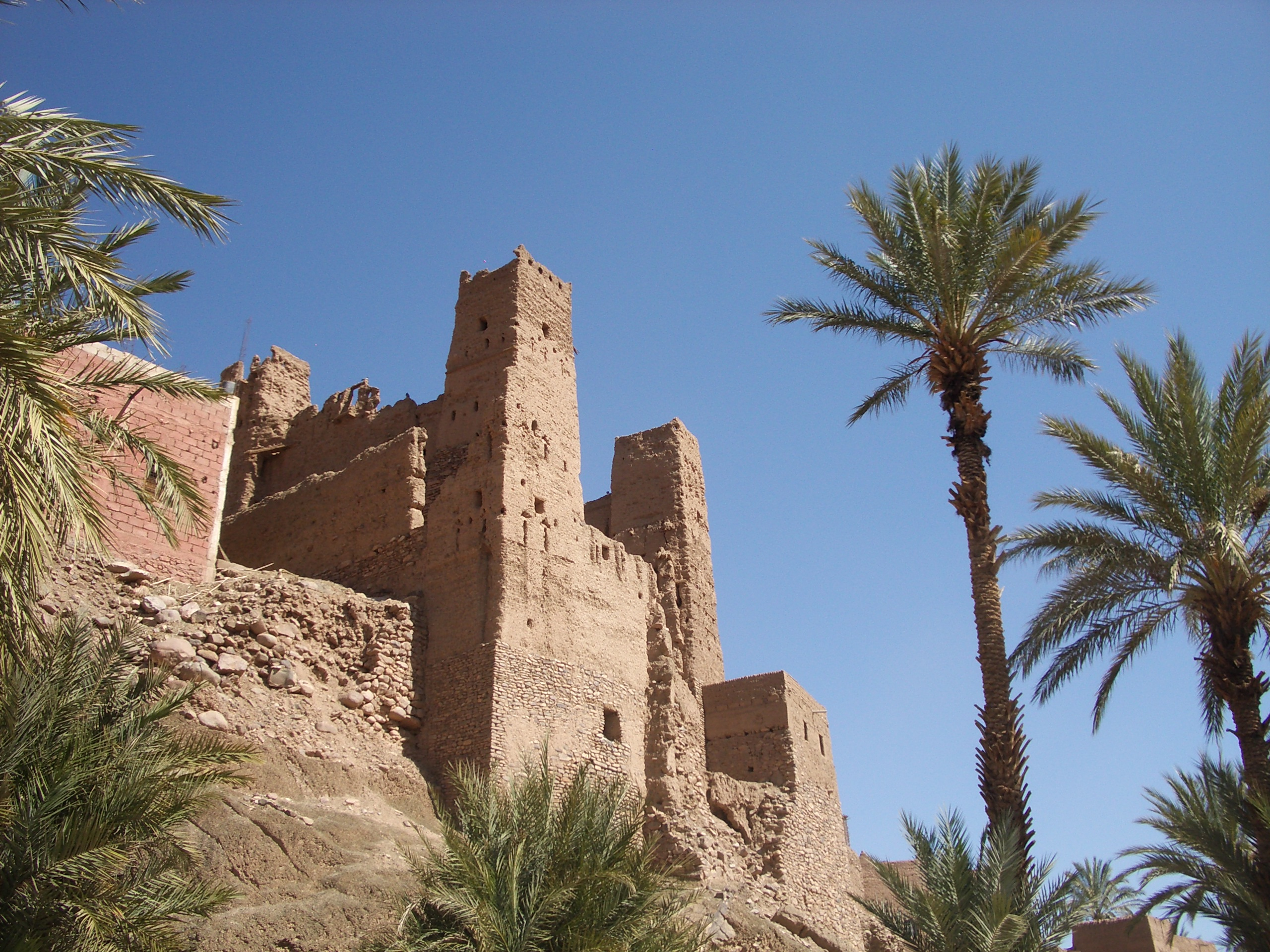
قصبة، في درعة.

## وصلات خارجيّة
- المتنزّهات الوطنيّة في المغرب